# Agalinis bandeirensis
Agalinis bandeirensis é uma espécie de  planta do gênero Agalinis e da família Orobanchaceae.
Agalinis bandeirensis Barringer é conhecida apenas para áreas de campo rupestre na Serra do Caparaó, na divisa dos Estados de Minas Gerais e Espírito Santo.
Agalinis bandeirensis Barringer é uma espécie muito próxima de Agalinis linarioides (Cham. & Schltdl.) D'Arcy, da qual pode ser diferenciada pelo formato da corola e dos lacínios do cálice e pela distribuição geográfica. A escassez de coletas de A. bandeirensis, incluindo a não existência de materiais em frutificação nos herbários, fez com que se optasse, no presente trabalho, pela manutenção destas espécies, uma vez que o ápice emarginado dos frutos de A.linarioides é uma característica pouco comum em Agalinis, a análise dos frutos de A.bandeirensis pode contribuir muito no esclarecimento de seu posicionamento como uma espécie distinta ou não.

## Taxonomia
A espécie foi descrita em 1987 por Kerry A. Barringer.

## Forma de vida
É uma espécie hemiparasitas e subarbustiva.

## Descrição
Ervas, 20 – 60 cm alt., eretas ou decumbentes, simples ou menos freqüentemente ramificadas próximo à base. Ramos eretos, glabros, cilíndricos . Folhas opostas, glabras, sésseis, linear-lanceoladas a linear-oblanceoladas, ápice e base agudos, margem inteira, 2,4 - 6,5 cm compr., 0,2 - 0,3 (-0,4) cm larg. Internós 0,8 - 2,8 cm compr. Flores axilares, solitárias, concentradas nas terminações dos ramos formando um racemo não bem definido; pedicelo subereto, glabro, 0,4 - 1,3 cm compr.; cálice glabro, campanulado, tubo 0,4 - 0,6 cm compr., lacínios triangulares, 0,25 - 0,4 cm compr.; corola rósea, com tubo viloso externamente, de (1,5-) 1,8 - 2,4 cm compr., lacínios suborbiculares, ca. 0,8 cm compr.; estames inclusos. Cápsula não vista.

## Conservação
A espécie faz parte da Lista Vermelha das espécies ameaçadas do estado do Espírito Santo, no sudeste do Brasil. A lista foi publicada em 13 de junho de 2005 por intermédio do decreto estadual nº 1.499-R.

## Distribuição
A espécie é endêmica do Brasil e encontrada nos estados brasileiros de Espírito Santo e Minas Gerais.
A espécie é encontrada no domínio fitogeográfico de Mata Atlântica, em regiões com vegetação de campos de altitude.